# Robinson Karibien
Robinson Karibien var den tolfte säsongen av realitysåpan Expedition Robinson. Precis som år 2009 valde TV4 att sända ytterligare en säsong. Säsongens första avsnitt sändes den 21 november 2009 och säsongen avslutades den 30 januari 2010.
I maj 2009 körde TV4 en reklamfilm där man annonserade om att man kunde söka till programmet. Den 25 juni 2009 kom beskedet att Paolo Roberto tog över programledarrollen efter Linda Isaksson. Pontus Gårdinger var säsongens producent. Man spelade in programmet i början av förhösten 2009 i Dominikanska republiken. Slutgiltig segrare blev Hans Brettschneider, 43 år, från Skellefteå.
Eftersom publikdragaren Melodifestivalen 2010 sände sina två första deltävlingar under de veckor då Robinson skulle sända sina två sista program, beslutade TV4 att man skulle sända de tre sista avsnitten den 27, 28 och 30 januari.
TV4 beslutade den 24 februari 2010 att en ny säsong av Robinson kommer spelas in och sändas till hösten 2010. Inspelningarna skedde i maj och juni 2010. Paolo Roberto är återigen programledare. Den nya säsongen har spelats in i Filippinerna.

## Deltagare
Den 7 augusti 2009 avslöjade TV4 vilka som skulle delta i Robinson Karibien:
- Anders Sjöström, 43 år från Älvsjö; målare
- Angelica Höglund, 18 år från Lund; arbetssökande/student
- Annika Holtz, 28 år från Älvsjö; privatchaufför
- Ewa Ericsson, 55 år från Bispgården; egen företagare
- Fredrik Norrström, 21 år från Örebro; egen företagare
- Hans Brettschneider, 43 år från Skellefteå; egen företagare/brandman
- Jimmy Führ, 32 år från Örebro; biljettansvarig för events i Örebro
- Johan Häggblom, 50 år från Göteborg; inspicient/operativ teknisk arbetare
- Jonny Cizmic, 35 år från Malmö; säljare/diskjockey
- Liliana Palm, 58 år från Västra Frölunda; prototyp-utvecklare på Autoliv
- Mats Thelin, 48 år från Vaxholm; coach inom hälso- och friskvård, f.d ishockeyspelare
- Mikko Natri, 35 år från Mölndal; journalist
- Simon Stålros, 23 år från Uddevalla; lastbilschaufför/modell
- Sofia Sunnebo, 26 år från Sundbyberg; förskolechef
- Susanne Rosencrantz, 34 år från Kumla; lagerarbetare/truckförare
- Suzanna Benjaminsson, 39 år från Skara; arbetar inom hotellbranschen
- Tienne Jonback, 22 år från Stockholm; Nordic Manager på 3D Exposure, modell och fotograf
- Veronica Lundman, 31 år från Strängnäs; lärare/pedagog

## Tävlingen

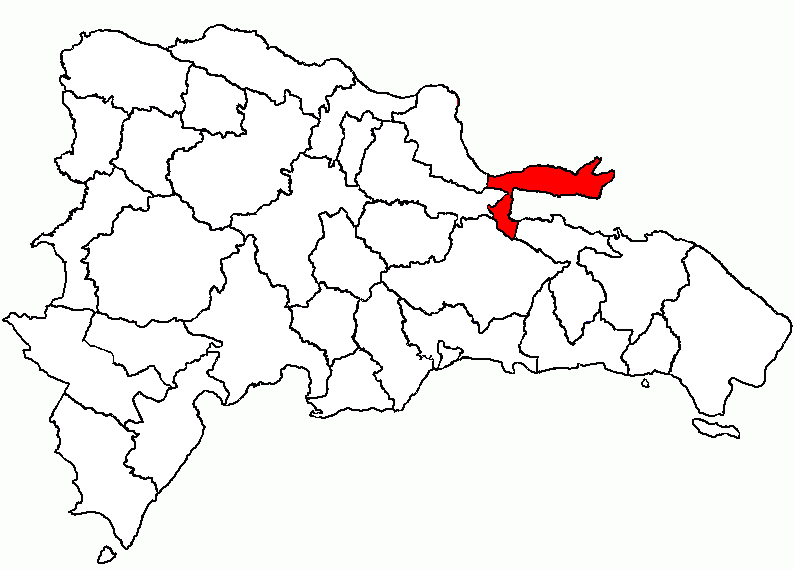
Provinsen Samanás läge i Dominikanska republiken.

Robinson Karibien utspelade sig på halvön Samaná i Dominikanska republiken och därför fanns flera inslag som anspelade på västindiska företeelser, särskilt voodoo, med. Lagens namn, Agwé, Brise, Legba och Ghede kommer från voodoon. I flera av pris- och robinsontävlingarna använde man sig av olika symboler förknippade med voodoo, bland annat nålar i voodoodockor, i programmen kallade "voodooförbannelser".
De 18 deltagarna delades till en början upp i två lag, ett lag för kvinnor och ett för män, men i det andra avsnittet mixades lagen, så att varje lag innehöll fyra kvinnor och fyra män. Det ena laget kallades Agwe och det andra Brise. Tre deltagare (Susanne Rosencrantz, Angelica Höglund och Ewa Ericsson) lämnade tävlingen frivilligt, samtliga tre av personliga skäl. Fem deltagare (i ordning: Jonny Cizmic, Tienne Jonback, Simon Stålros, Liliana Palm och Sofia Sunnebo) röstades ut av de andra deltagarna. Samtliga fem utröstade tillhörde lag Agwe.
När det var dags för sammanslagning bestod bestod Agwe av Anders Sjöström, Mats Thelin och Jimmy Führ, medan Brise bestod av Fredrik Norrström, Hans Brettschneider, Johan Häggblom, Mikko Natri, Suzanna Benjaminsson och Veronica Lundman. Tillsammans blev de lag Legba. I det sista örådet före sammanslagningen röstades Annika Holtz ut från Agwe (tidigare tillhörde hon Brise). Istället för att röstas ut igen, hamnade hon i det nya laget Ghede, även kallat de halvdöda.
Under sammanslagningens tid röstades deltagare ut från Legba, men de istället för att lämna tävlingen helt hamnade dessa deltagare i Ghede. När det var fyra deltagare kvar i tävlingen fick lag Legba veta om Ghedes existens. Lagen möttes i en duell som vanns av Ghede. Därefter skildes lagen åt och ytterligare en deltagare från Legba, Veronica Lundman, fick komma till Ghede. Därefter fick deltagarna i Ghede veta att endast en av dem skulle få komma tillbaka till Legba och ha en chans att vinna Robinson. Efter en natt i en bur fick de tävla, där Hans Brettschneider vann. Brettschneider fick nu tävla mot Führ, Benjaminsson och Sjöström.
Finalen avgjordes sedan i tre omgångar. Führ blev den första att komma till storfinalen och Brettschneider blev den andre. Därefter avgjordes finalen genom röstning, där de utslagna deltagarna fick rösta på vem de ansåg skulle vinna. Brettschneider vann med fem röster mot Führs tre.
Hans Brettschneider är den hittills äldsta vinnaren av Robinson och han är den deltagare som vunnit flest tävlingar under ett och samma Robinson. Av de totalt femton tävlingar som han deltog i vann han elva stycken.

## Tävlingsresultat
Tabellen nedan redovisar vilket lag eller vilken/vilka personer som vann pris- och Robinsontävlingarna, samt vem som röstades ut.
| Avsnitt    | Sändningsdatum   | Tävlingar                 | Tävlingar        | Utröstade/ Hemskickade                        | Totalt antal örådsröster | Slutplacering                                       | Tittarsiffror        |
| Avsnitt    | Sändningsdatum   | Pris tävling              | Robinson tävling | Utröstade/ Hemskickade                        | Totalt antal örådsröster | Slutplacering                                       | Tittarsiffror        |
| ---------- | ---------------- | ------------------------- | ---------------- | --------------------------------------------- | ------------------------ | --------------------------------------------------- | -------------------- |
| 1          | 21 november 2009 | Brise                     | Brise            | Jonny                                         | 8-1                      | Första utröstade Dag ?                              | ca 1 270 000 tittare |
| 2          | 28 november 2009 | Agwe                      | Brise            | Susanne                                       |                          | Avbröt sin medverkan Dag 5                          | ca 970 000 tittare   |
| 2          | 28 november 2009 | Agwe                      | Brise            | Tienne                                        | 7-1                      | Andra utröstade Dag ?                               | ca 970 000 tittare   |
| 3          | 5 december 2009  | Agwe                      | Brise            | Angelica                                      |                          | Avbröt sin medverkan Dag ?                          | ca 1 020 000 tittare |
| 3          | 5 december 2009  | Agwe                      | Brise            | Simon                                         | 4-2-1                    | Tredje utröstade Dag ?                              | ca 1 020 000 tittare |
| 4          | 12 december 2009 | Brise                     | Brise            | Liliana                                       | 5-1                      | Fjärde utröstade Dag ?                              | ca 970 000 tittare   |
| 5          | 19 december 2009 | Brise                     | Brise            | Ewa                                           |                          | Avbröt sin medverkan Dag ?                          | ca 950 000 tittare   |
| 5          | 19 december 2009 | Brise                     | Brise            | Sofia                                         | 2-1-1                    | Femte utröstade Dag 17                              | ca 950 000 tittare   |
| 6          | 26 december 2009 | Brise                     | Agwe             | Annika                                        | 4-3                      | Utröstad dag 20, förflyttad till lag Agwe           | ca 590 000 tittare   |
| 7          | 2 januari 2010   | Brise                     | Brise            | Annika                                        | 3-1                      | Utröstad dag 23, kom till lag Ghede (det halvdöda)  | ca 635 000 tittare   |
| 8          | 9 januari 2010   | Brise                     | Mats             | Hans                                          | 6-4-2-1                  | Utröstad dag 27, kom till lag Ghede (det halvdöda)  | ca 1 020 000 tittare |
| 9          | 16 januari 2010  | Mats                      | Veronica         | Mats                                          | 5-3                      | Utröstad dag 30, kom till lag Ghede (det halvdöda)  | ca 1 025 000 tittare |
| 10         | 23 januari 2010  | Suzanna                   | Johan            | Mikko                                         | 4-2-1                    | Utröstad dag 33, kom till lag Ghede (det halvdöda)  | ca 953 000 tittare   |
| 11         | 27 januari 2010  | Anders, Suzanna, Veronica | Jimmy            | Fredrik                                       | 4-2                      | Utröstad dag 37, kom till lag Ghede (det halvdöda)  | ca 1 053 000 tittare |
| 12         | 28 januari 2010  | Ghede                     | Suzanna          | Johan                                         | 3-2                      | Utröstad dag 37, kom till lag Ghede (det halvdöda)  | ca 1 017 000 tittare |
| 12         | 28 januari 2010  | Ghede                     | Suzanna          | Veronica                                      | 2-2                      | Utröstad dag 40, kom till lag Ghede (det halvdöda)  | ca 1 017 000 tittare |
| 13 Finalen | 30 januari 2010  | Hans                      | Hans             | Annika, Fredrik, Johan, Mats, Mikko, Veronica |                          | Eliminerade i tävling Blev jurymedlemmar Dag 41     | ca 1 603 000 tittare |
| 13 Finalen | 30 januari 2010  | Jimmy                     | Hans             | Anders                                        |                          | Förlorade andra semifinalen 7e jurymedlemmen Dag 43 | ca 1 603 000 tittare |
| 13 Finalen | 30 januari 2010  | Jimmy                     | Hans             | Suzanna                                       |                          | Förlorade andra semifinalen 8e jurymedlemmen Dag 43 | ca 1 603 000 tittare |
| 13 Finalen | 30 januari 2010  | Jury- röstning            | Jury- röstning   | Jimmy                                         | 5-3                      | Andra plats Dag 43                                  | ca 1 603 000 tittare |
| 13 Finalen | 30 januari 2010  | Jury- röstning            | Jury- röstning   | Hans                                          | 5-3                      | Robinson Karibien Dag 43                            | ca 1 603 000 tittare |

### Örådsresultat
Tabellen nedan redovisar vem som lade sin röst på respektive person i öråden. Alla som röstades ut innan sammanslagningen fick en chans att lägga en "voodooförbannelse" på någon i sitt lag. Dessa användes sedan i första örådet efter sammanslagningen. Mats Thelin fick en voodooförbannelse, men eftersom han var immun i det örådet ströks den rösten.
| Stadium: | Stadium:             | Lagen före sammanslagningen | Lagen före sammanslagningen | Lagen före sammanslagningen | Lagen före sammanslagningen | Lagen före sammanslagningen | Lagen före sammanslagningen | Lagen före sammanslagningen | Lagen efter sammanslagningen | Lagen efter sammanslagningen | Lagen efter sammanslagningen | Lagen efter sammanslagningen | Lagen efter sammanslagningen | Lagen efter sammanslagningen | Lagen efter sammanslagningen |
| Datum:   | Datum:               | 21/11                       | 28/11                       | 5/12                        | 12/12                       | 19/12                       | 26/12                       | 2/1                         | 9/1                          | 16/1                         | 23/1                         | 27/1                         | 28/1                         | 28/1                         | 30/1                         |
| Plats    | Tävlande             | Resultat                    | Resultat                    | Resultat                    | Resultat                    | Resultat                    | Resultat                    | Resultat                    | Resultat                     | Resultat                     | Resultat                     | Resultat                     | Resultat                     | Resultat                     | Resultat                     |
| 1        | Hans Brettschneider  | Jonny                       |                             |                             |                             |                             | Annika                      |                             | Anders                       |                              |                              |                              |                              |                              |                              |
| 2        | Jimmy Führ           | Jonny                       | Tienne                      | Ewa                         | Liliana                     | Sofia                       |                             | Annika                      | Hans                         | Mats                         | Mikko                        | Johan                        | Johan                        | Veronica                     |                              |
| 3        | Suzanna Benjaminsson |                             |                             |                             |                             |                             | Johan                       |                             | Hans                         | Mats                         | Mikko                        | Fredrik                      | Johan                        | Jimmy                        | Jimmy                        |
| 3        | Anders Sjöström      | Jonny                       | Tienne                      | Simon                       | Liliana                     | Jimmy                       |                             | Annika                      | Hans                         | Mats                         | Mikko                        | Fredrik                      | Johan                        | Veronica                     | Jimmy                        |
| 5        | Veronica Lundman     |                             |                             |                             |                             |                             | Johan                       |                             | Anders                       | Mats                         | Fredrik                      | Fredrik                      | Anders                       | Jimmy                        | Hans                         |
| 5        | Johan Häggblom       | Jonny                       |                             |                             |                             |                             | Annika                      |                             | Anders                       | Anders                       | Fredrik                      | Fredrik                      | Anders                       |                              | Hans                         |
| 5        | Fredrik Norrström    | Jonny                       |                             |                             |                             |                             | Annika                      |                             | Hans                         | Mats                         | Mikko                        | Johan                        |                              |                              | Jimmy                        |
| 5        | Mikko Natri          | Jonny                       |                             |                             |                             |                             | Annika                      |                             | Anders                       | Anders                       | Suzanna                      |                              |                              |                              | Hans                         |
| 5        | Mats Thelin          | Jonny                       | Tienne                      | Ewa                         | Liliana                     | Sofia                       |                             | Annika                      | Hans                         | Anders                       |                              |                              |                              |                              | Hans                         |
| 5        | Annika Holtz         |                             |                             |                             |                             |                             | {{{1}}}                     | {{{1}}}                     | Hans                         |                              |                              |                              |                              |                              | Hans                         |
| 11       | Sofia Sunnebo        |                             | Tienne                      | Simon                       | Liliana                     | Mats                        |                             |                             | Mats                         |                              |                              |                              |                              |                              |                              |
| 12       | Ewa Ericsson         |                             | Tienne                      | Simon                       | Liliana                     |                             |                             |                             |                              |                              |                              |                              |                              |                              |                              |
| 13       | Liliana Palm         |                             | Tienne                      | Simon                       | Ewa                         |                             |                             |                             | Jimmy                        |                              |                              |                              |                              |                              |                              |
| 14       | Simon Stålros        | Jonny                       | Tienne                      | Jimmy                       |                             |                             |                             |                             | (Liliana)                    |                              |                              |                              |                              |                              |                              |
| 15       | Angelica Höglund     |                             |                             |                             |                             |                             |                             |                             |                              |                              |                              |                              |                              |                              |                              |
| 16       | Tienne Jonback       |                             | Jimmy                       |                             |                             |                             |                             |                             | Jimmy                        |                              |                              |                              |                              |                              |                              |
| 17       | Susanne Rosencrantz  |                             |                             |                             |                             |                             |                             |                             |                              |                              |                              |                              |                              |                              |                              |
| 18       | Jonny Cizmic         | Fredrik                     |                             |                             |                             |                             |                             |                             | Fredrik                      |                              |                              |                              |                              |                              |                              |

| Kvinnor | Män | Hoppade av tävlingen | Röstade | Röstade inte | Den utslagnes röst | Tillhörde Ghede (röstade inte) | Den utröstade gav sin voodoo- förbannelse till... |

## Laguppställningar

### Lagen före sammanslagningen
Fram till avsnitt 7 var deltagarna uppdelade i två lag, Brise och Agwe. De personer som är rödmarkerade blev utröstade eller lämnade tävlingen av olika orsaker. De utröstade/avhoppande personerna är listade med rött och nederst i tabellen, i den ordning som de blev utröstade/lämnade tävlingen i. Övriga deltagare står i bokstavsordning. De som inte är rödmarkerade tog sig till sammanslagningen.
| Nr | Lag Agwe        |
| -- | --------------- |
| 1  | Anders Sjöström |
| 2  | Jimmy Führ      |
| 3  | Mats Thelin     |
| 4  | Annika Holtz    |
| 5  | Sofia Sunnebo   |
| 6  | Ewa Ericsson    |
| 7  | Liliana Palm    |
| 8  | Simon Stålros   |
| 9  | Tienne Jonback  |
| 10 | Jonny Cizmic    |

| Nr | Lag Brise            |
| -- | -------------------- |
| 1  | Fredrik Norrström    |
| 2  | Hans Brettschneider  |
| 3  | Johan Häggblom       |
| 4  | Mikko Natri          |
| 5  | Suzanna Benjaminsson |
| 6  | Veronica Lundman     |
| 7  | Annika Holtz         |
| 8  | Angelica Höglund     |
| 9  | Susanne Rosencrantz  |

### Lagen efter sammanslagningen
I avsnitt 8 slogs lagen Agwe och Brise ihop till ett lag, lag Legba. Samtidigt fick Annika Holtz uppgiften att skapa ett nytt lag, lag Ghede (de halvdöda). De som blev utröstade under sammanslagningens gång fick därefter ingå i lag Ghede. De som är rödmarkerade blev utröstade och ligger i den ordning som de blev utröstade i, men de flyttades bara över till lag Ghede. Hans Brettschneider blev vinnare i lag Ghede och fick återvända som lagmedlem i lag Legba. Hans Brettschneider var även den som stod som slutlig segrare av Robinson Karibien.
| Nr | Lag Legba            |
| -- | -------------------- |
| 1  | Hans Brettschneider  |
| 2  | Jimmy Führ           |
| 3  | Anders Sjöström      |
| 3  | Suzanna Benjaminsson |
| 5  | Veronica Lundman     |
| 6  | Johan Häggblom       |
| 7  | Fredrik Norrström    |
| 8  | Mikko Natri          |
| 9  | Mats Thelin          |
| 10 | Hans Brettschneider  |

| Nr | Lag Ghede           |
| -- | ------------------- |
| 1  | Hans Brettschneider |
| 2  | Annika Holtz        |
| 3  | Fredrik Norrström   |
| 4  | Johan Häggblom      |
| 5  | Mats Thelin         |
| 6  | Mikko Natri         |
| 7  | Veronica Lundman    |